# Phobaeticus rex
Phobaeticus rex är en insektsart som först beskrevs av Günther 1928.  Phobaeticus rex ingår i släktet Phobaeticus och familjen Phasmatidae. Inga underarter finns listade i Catalogue of Life.